# Cleisostoma lohii
Cleisostoma lohii är en orkidéart som beskrevs av P.O'byrne och Jaap J. Vermeulen. Cleisostoma lohii ingår i släktet Cleisostoma och familjen orkidéer. Inga underarter finns listade i Catalogue of Life.